# نفتول سبز بی
نفتول سبز بی (به انگلیسی: Naphthol Green B) یک ترکیب شیمیایی با شناسه پاب‌کم ۶۹۱۵۹۱۰ است. 